# Franziska Wiethold

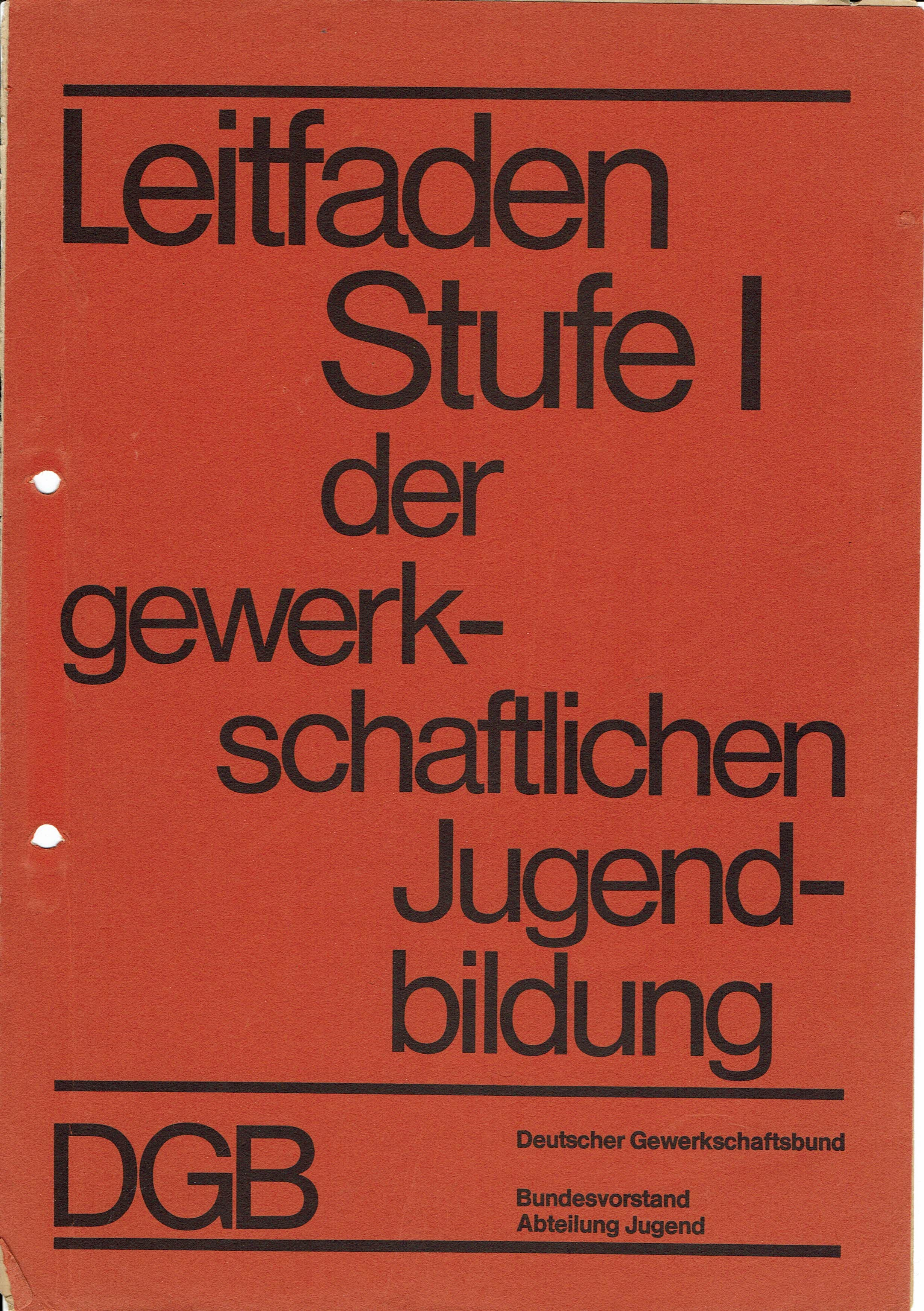
Leitfaden der gewerkschaftlichen Jugendbildung (Stufe I) DGB, Redaktion: Franziska Wiethold, Frankfurt/M. 1973

Franziska Wiethold (* 23. Juni 1946 in Würzburg) ist eine deutsche Gewerkschafterin. Sie gehörte u. a. dem ver.di-Bundesvorstand an.

## Leben und Beruf
Sie wuchs in Frankfurt am Main auf, wo sie 1965 am humanistischen Heinrich-von-Gagern-Gymnasium das Abitur ablegte. Anschließend studierte sie bis 1971 an der Universität Marburg Politikwissenschaft und Soziologie und promovierte dort zum Dr. phil. Mit Studienbeginn trat sie in den Sozialistischen Deutschen Studentenbund SDS ein, saß von 1966 bis 1968 im Studentenparlament.
Bis 1981 war Wiethold Jugendbildungsreferentin des DGB und war 1973 verantwortlich für die Erstellung des Leitfadens der gewerkschaftlichen Jugendbildung, der zu einer lebhaften Diskussion in den Gewerkschaften führte. Sie wechselte dann als Fachsekretärin in die Zentrale der nordrhein-westfälischen Gewerkschaft Handel, Banken und Versicherungen (HBV). Ihre weiteren Stationen waren Düsseldorf, Leipzig und Berlin, und sie wurde dann Vorstandsmitglied und schließlich zur Vizechefin der HBV gewählt.
Mit der Gründung von Verdi im März 2001 wurde sie Vorstandsmitglied. Im Jahre 2004 war sie maßgeblich an den Verhandlungen bei dem in die Krise geratenen KarstadtQuelle-Konzern beteiligt.
Franziska Wiethold beteiligt sich auch nach der Beendigung ihres Berufslebens an der gewerkschaftlichen und politischen Diskussion. Im Bildungsbereich der Linken ist sie Referentin.

## Veröffentlichungen
- Gewerkschaftliche Jugendbildung, Rahmenkonzeption, Frankfurt(am Main) 1973, ISBN 978-3-434-10060-7
- Hrsg. mit anderen: Ver.di: Perspektiven für mehr Beschäftigung, VSA: Verlag, Hamburg 1999, ISBN 3-87975-763-1
- Wirtschaftsdemokratie gegen den Strich gebürstet. Aus: spw – Zeitschrift für sozialistische Politik und Wirtschaft 234 5/19, S. 62–69
- Wie ernst nimmt Sahra Wagenknecht die soziale Frage?, Zeitschrift Sozialismus Supplement zu Heft 12/2021, VSA: Verlag, Hamburg 2021, ISBN 978-3-96488-134-2